# 中法工商银行
中法工商银行初名中法实业银行，是20世纪上半叶的中法合资银行。前身中法实业银行是第一家中外合资银行，1913年7月开业，在法国注册，总行设在巴黎，规定法国财团的出资比例为2/3，中国政府认购1/3  。
中法实业银行在开业初期，业务发展迅速，开设了上海、北京、天津等22处分行，在中国经营发行纸币、借款等业务。在第一次世界大战期间，该行遭受重大损失，亏损严重，到1921年7月2日停业。
1925年，停业后的中法实业银行改组为中法工商银行，仍为中法合资，出资比例改为法方占80％，中方占20％。中法工商银行没有发行钞票。